# Sydney Newman
Vous lisez un « bon article » labellisé en 2011.
Pour les articles homonymes, voir Newman.
Sydney Cecil Newman, OC, né le 1er avril 1917 et mort le 30 octobre 1997, est un producteur canadien de films et de télévision, qui joua un rôle majeur pour les émissions télévisées britanniques de la fin des années 1950 à la fin des années 1960. Après son retour au Canada en 1970, Newman est nommé directeur par intérim des programmes radiodiffusés pour le conseil de la radiodiffusion et des télécommunications canadiennes (CRTC), puis chef de l'Office national du film du Canada (ONF). Il occupe également des postes importants au Canada Film Development Corporation, Société Radio-Canada et travaille comme conseiller auprès du Secrétaire d'État du Canada.
Pendant son séjour en Grande-Bretagne dans les années 1950 et 60, il travaille d'abord avec l'Associated British Corporation (ABC) avant de passer à la BBC en 1962, détenant ainsi le rôle de directeur du théâtre grâce aux deux organisations. Au cours de cette période, il est chargé de lancer deux séries fantastiques très populaires, Chapeau melon et bottes de cuir et Doctor Who, ainsi que de superviser la production de séries dramatiques sociales réalistes comme Armchair Theatre et The Wednesday Play.
Le site du Museum of Broadcast Communications décrit Newman comme « l'agent le plus important du développement de la fiction télévisuelle britannique ». Peu de temps après sa mort, sa notice nécrologique dans le journal The Guardian explique que « Pendant dix années brèves mais glorieuses, Sydney Newman… a été l'impresario le plus important de Grande-Bretagne… Sa mort ne marque pas seulement la fin d'une époque, mais aussi une invitation à se pencher sur toute une philosophie de l'art populaire ».
Au Québec, en tant que commissaire de l'ONF, il suscita une controverse à propos de sa décision qui empêcha la distribution de plusieurs films politiquement sensibles faits par des réalisateurs québécois.

## Biographie

### Début de carrière au Canada

#### Ses débuts à l'ONF
Né à Toronto, Newman est le fils d'un immigré russe qui tenait un magasin de chaussures. À la suite d'études à l'Ogden Public School, qu'il quitte à l'âge de treize ans, il s'inscrit à la Central Technical School, afin d'étudier arts et sujets de conception,. Il essaye d'abord de suivre une carrière de photographe de plateau et d'artiste, spécialisé dans l'élaboration d'affiches de films. Toutefois, il ne gagne pas assez d'argent pour en vivre, et donc commence à travailler dans l'industrie du film. En 1938, il se rend à Hollywood, où on lui propose un poste aux studios Disney grâce à la qualité de son travail de conception graphique. Toutefois, il est incapable d'entrer en fonction en raison des difficultés qu'il rencontre à obtenir un permis de travail. De retour dans son pays natal, il obtient un emploi en 1941 comme monteur à l'Office national du film du Canada. Il travaille sur plus de 350 films tandis qu'il est employé par l'ONF.
Pendant la Seconde Guerre mondiale, le chef de l'ONF, John Grierson, promeut Newman comme producteur de film, pour travailler sur des documentaires et des films de propagande, notamment Fighting Norway, qu'il dirige. En 1944, il est nommé producteur délégué d'En avant Canada, une longue série de films. En 1949, Grierson contribue derechef à l'avancée de la carrière de Newman, le faisant entrer dans l'industrie de la télévision, l'attachant pour un an à la télévision NBC, à New York. Sa mission est alors de rassembler des rapports pour le gouvernement canadien sur les techniques de la télévision américaine, en se concentrant sur des séries, des documentaires et des émissions étrangères.

#### CBC Television
Un des rapports que fait Newman à propos de la radiodiffusion à l'étranger est remarqué et apprécié par les dirigeants de la Société Radio-Canada (CBC), et en 1952 il rejoint la Société en tant que directeur des longs métrages, documentaires et émissions étrangers. Là, il est  impliqué dans la diffusion de quelques-unes des premières productions télévisuelles, comme La Soirée du hockey,, ou la première diffusion d'un match de la Ligue canadienne de football à la télévision. Après que son poste lui permet d'étudier le fonctionnement de la production télévisuelle new-yorkaise, il veut travailler dans le théâtre en dépit de son propre aveu de « ne savoir rien à propos du théâtre ». Il se révèle néanmoins capable de convaincre ses supérieurs de Radio-Canada de le nommer superviseur de production dramatique en 1954. À ce poste, il encourage une nouvelle vague de jeunes écrivains et metteurs en scène, comme Ted Kotcheff et Arthur Hailey, et crée de nouveaux espaces, comme le populaire General Motors Theater.
En 1990, le journaliste Paul Rutherford estima que, pendant la durée de ses fonctions à la Société Radio-Canada dans les années 1950, Newman avait été un « grand leader du théâtre réaliste et canadien ». Il expliqua que Newman « est venu pour accomplir son travail d'impresario dans le but de pousser les gens à développer un style  théâtral de haute qualité bien que populaire. ».
Plusieurs pièces du General Motors Theater, y compris Flight into Danger, sont achetées pour être portées à l'écran par la BBC au Royaume-Uni. Les productions impressionnent Howard Thomas, directeur général de l'Associated British Corporation (ABC), titulaire de la franchise  pour le réseau ITV dans les Midlands et le Nord d'Angleterre. Thomas propose à Newman un emploi à l'ABC en tant que producteur de sa propre série, un thriller, que Newman accepte, migrant pour la Grande-Bretagne en 1958. En 1975, l'actuel Head of Drama à la CBC, John Hirsch, nota que le départ de tant d'écrivains et réalisateurs suivant Newman au Royaume-Uni dans les années 1950 qui ne revinrent jamais travailler au Canada eut par la suite un impact très négatif sur le niveau des émissions télévisées canadiennes.

### Associated British Corporation

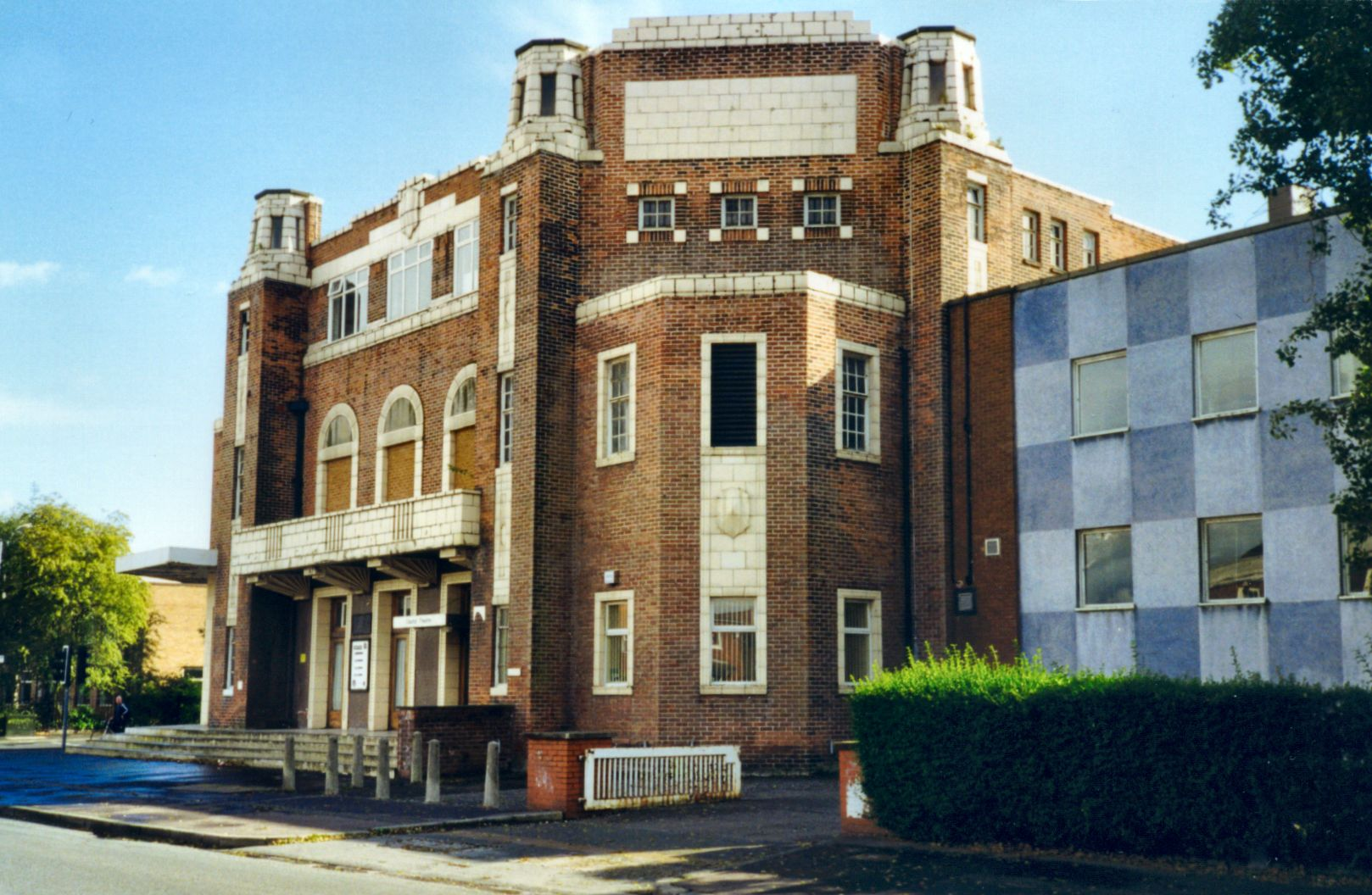
Les studios d'ABC à Didsbury, Manchester, où Newman tourna Armchair Theatre et Chapeau melon et bottes de cuir

Peu de temps après l'arrivée de Newman au Royaume-Uni, le Head Of Drama d'ABC, Dennis Vance, est promu à un poste plus important par la société, et Thomas offre à Newman la place laissée libre, que le Canadien accepte aussitôt. Il est cependant quelque peu désobligeant à propos de l'état dans lequel il trouve la télévision britannique : « En ce temps, j'ai trouvé le pays bien trop structuré autour de la notion de classe sociale », a-t-il rappelé à la presse en 1988. Il explique également que « les seules productions théâtrales de qualité étaient celles du « anyone for tennis », variété qui donna une vision condescendante de la classe ouvrière. Les émissions de télévision étaient généralement des adaptations de pièces de théâtre dont le point de vue était toujours celui des bourgeois. » Poursuivant sa critique, il rappelle une de ses propres formules : « Au diable les bourgeois : ils n'ont même pas leur propre téléviseur ! ».
Newman utilise afin de renverser cet ordre établi un programme dont la diffusion avait été entreprise avant son arrivée à ABC, l'Armchair Theatre. Cette série mythique était diffusée à travers tout le réseau national ITV le dimanche soir, et en 1959 s'inscrit dans le top dix pour 32 des 37 semaines, atteignant parfois des audiences de 12 millions de téléspectateurs. Newman profite de l'émission pour présenter des pièces d'auteurs tels qu'Alun Owen, Harold Pinter et Clive Exton, et de canadiens venus avec lui en Angleterre tels que Ted Kotcheff. En 2000, l'historien de la télévision John Caughie déclare que « Newman insista pour que la série n'utilise que des textes originaux écrits pour la télévision. Cela fait d'Armchair Theatre un tournant décisif dans l'histoire de la télévision britannique ».
En 1960, Newman imagine une série de thrillers pour ABC appelée Police Surgeon, avec Ian Hendry. Bien que Police Surgeon ne soit pas un succès et même soit annulé après seulement un court passage, Newman choisit Hendry comme vedette et une partie du scénario de la série pour créer une nouvelle série (et non une suite directe), Chapeau melon et bottes de cuir. Depuis son commencement en janvier 1961, Chapeau melon et bottes de cuir devient un succès international, bien qu'avec le temps son principe s'altéra quelque peu, sa teneur dramatique étant abandonnée pour un registre plus comique.
Le grand succès de Newman à l'ABC est remarqué par la BBC, dont les dirigeants sont désireux de redonner de l'élan à leur département télévisuel face à la concurrence féroce de ITV. En 1961, le directeur de la BBC télévision, Kenneth Adam, rencontre Newman et lui offre le poste de Head Of Drama à la BBC. Il accepte le poste, à la recherche d'un nouveau défi, bien qu'il doive rester à l'ABC jusqu'à l'expiration de son contrat en décembre 1962, à la fin duquel il commença immédiatement à travailler pour la BBC.

### BBC

#### Arrivée et impact
Une sensation étrange émane de sa nomination au sein de la Société, car il est étranger et pourtant gagne plus que la plupart des cadres censés lui être supérieurs. Comme il le fit à ABC, il tient à modifier l'image guindée de la série que la BBC véhiculait et à introduire de nouveaux procédés pour la série Angry Young Men de l'époque. Il divise également le département d'art dramatique en trois parties distinctes, séries, feuilletons et pièces de théâtre, dirigées respectivement par Elwyn Jones, Donald Wilson et Michael Bakewell, chacun sous les ordres directs de Newman.
En 1964, lui et Kenneth Adam lancent la nouvelle série The Wednesday Play, un équivalent de l'Armchair Theatre. Les épisodes étaient dirigés par des gens comme Dennis Potter, Jeremy Sandford et Ken Loach. Plusieurs de ses productions provoquèrent des controverses, comme Cathy Come Home, une production de Tony Garnett d'un script de Jeremy Sandford, abordant la question du vagabondage. Newman cause d'autres problèmes en engageant des directeurs indépendants pour travailler sur le programme, qui outrepassent parfois leur rôle pour essayer d'augmenter leur importance ; il pourrait compenser cela en réduisant le budget d'une production ultérieure des dits directeurs indépendants, afin que les directeurs habituels ne se sentent pas lésés, mais cette solution n'est pas envisageable.
Shaun Sutton est l'un des producteurs qui travaille sous Newman à la BBC, et plus tard lui succédera comme Head of Drama. Il écrit plus tard que Newman « transcenda  l'art dramatique télévisé. [Il a créé] un climat dans lequel l'audace paye. ». En revanche, Don Taylor, qui est administrateur dans le département d'art dramatique à la même époque, affirme par la suite avoir senti que Newman était inapte au poste de Head of Drama : « Pour dire les choses franchement, j'ai été profondément choqué que le poste le plus important des arts dramatiques télévisés, au temps du Royal National Theatre, ait été attribué à un homme dont les objectifs étaient uniquement commerciaux, et dont les connaissances étaient semblables à celles d'un profane pour qui le théâtre anglais est inconnu, sans parler du théâtre de l'Europe et du reste du monde. ».
La biographie de Newman, sur le site du Museum of Broadcast Communications, montre que la plupart des travaux de Newman pour la BBC étaient semblables à ceux qui avaient été accomplis par son prédécesseur Michael Barry, qui « a également attiré de nouveaux jeunes écrivains originaux ... et embauché de jeunes réalisateurs ... Cependant, Newman a privilégié de manière plus importante la nouveauté et l'innovation, ainsi que sa focalisation sur le potentiel de la télévision comme télévision, pour un grand auditorat de qualité ». L'universitaire Madeleine Macmurraugh-Kavanagh nuance certains points de vue trop élogieux du temps de Newman à la BBC, écrivant que « Lorsqu'on examine les documents d'archives et de presse émanant de la période 1964-65, on remarque un écart important entre ce que Newman semblait devoir accomplir et le résultat qu'il obtint... Ces documents révèlent également que sa manière de faire était moins radicale aux dires de certains que ce que le mythe laissait supposer ».

#### Doctor Who
En 1963, il crée la série télévisée de science-fiction Doctor Who, qui perdure jusqu'en 1989 dans sa forme originale, puis, grâce à une reprise en 2005, est toujours à l'affiche. La série est décrite par le British Film Institute comme ayant « créé un phénomène ressemblant à aucun autre programme de télévision britannique », et par le journal The Times comme « la quintessence d'être britannique ». Newman est passionné de science-fiction : « A 40 ans, je ne pensais pas qu'il existât un livre de science-fiction que je n'avais pas lu. Je les aime parce qu'ils sont une manière merveilleuse par sa sûreté de dire des choses désagréables sur notre propre société ».
Le Contrôleur des programmes de la BBC, Donald Newman Baverstock, signale la nécessité de créer un programme visant à combler le fossé entre l'émission de sports et celle de musique, Juke Box Jury, le samedi soir, et décide que la science-fiction serait le genre idéal pour gommer ce contraste et gagner un public familial. Bien qu'une grande partie du travail sur la genèse de la série soit faite par Donald Wilson, CE Webber et d'autres, c'est Newman qui a l'idée d'une machine temporelle  plus large à l'intérieur qu'à l'extérieur, et du caractère du mystérieux « docteur », qui sont les éléments principaux de la série. Il est également soupçonné d'avoir trouvé le titre de Doctor Who, bien que l'acteur et réalisateur Hugh David l'ait par la suite attribué à son ami Rex Tucker (en), le « producteur ange gardien » initial du programme.
Après la conceptualisation de la série, Newman entreprend d'abord Don Taylor, puis Shaun Sutton pour la produire, mais ils déclinent tous deux. Il  propose par la suite à son ancienne assistante de production à l'ABC, Verity Lambert, qui n'avait jamais produit, écrit ou dirigé, mais accepte rapidement son offre. Comme Lambert devient la plus jeune et la seule productrice au théâtre de la BBC, quelques doutes apparaissent quant au choix de Newman, cependant ce rôle lui réussit. Newman a quelques différends avec elle de temps à autre, en particulier à propos de l'inclusion de créatures extra-terrestres « Dalek » dans la série. Newman ne veut pas de « monstres aux yeux exorbités » dans le spectacle, mais il est apaisé par le succès formidable des créatures. Plus tard, tandis que la série est diffusée, en 1966, il prend les choses en main afin de faire la transition entre le premier et le second Docteur.
Dans l'épisode de 2007 de Doctor Who, Human Nature, le docteur (sous forme humaine joué par «John Smith») a des parents nommés Sydney et Verity, un hommage à  Newman et Lambert. Verity Newman, un personnage de The End of Time est également nommé en leur hommage. Une astuce similaire est apparue dans la série originale : dans The Powerful Enemy, le premier épisode de l'histoire de 1965, The Rescue, afin de cacher le fait que le méchant, Koquillion, est en fait un autre personnage déguisé, le rôle est crédité à l'acteur non-existant, « Sydney Wilson », un amalgame des noms de Sydney Newman et Donald Wilson.

#### Autres travaux et départ
En 1966, il participe au développement de la série Adam Adamant Lives. Newman a également du succès avec des projets plus traditionnels de la BBC comme le drame costumé La Dynastie des Forsyte en 1967, un projet de Donald Wilson pour lequel Newman n'a pas été immédiatement enthousiasmé. Toutefois, elle devient l'une des productions les plus louées et suivies de son époque, regardée par 100 millions de personnes dans 26 pays. Après avoir également lancé d'autres séries populaires telles que Adam Adamant Lives!, à la fin de 1967 le contrat de cinq ans liant Newman à la BBC prend fin, et il ne signe pas de nouveau avec la société. Au lieu de cela, il retourne à l'industrie du cinéma, entrant comme producteur à l'Associated British Picture Corporation. « Je veux sortir de mon travail d'exécution et devenir un créateur à nouveau », a-t-il déclaré au journal The Sun lors de son départ.
Toutefois, l'industrie cinématographique britannique entre dans une période de déclin, et aucun des projets de Newman n'est produit. ABC fusionne avec EMI pour devenir EMI Films, et à la fin de juin 1969, Newman est renvoyé de la société. Plus tard, il décrit les dix-huit mois qu'il passa à ce poste comme « un gaspillage inutile ». En dépit de se voir offrir un poste de producteur délégué par la BBC, désireux de reprendre du service le jour même de son départ de l'ABC, Newman décide de revenir au Canada. Il quitte le Royaume-Uni le 3 janvier 1970, et le The Sunday Times commente que « la télévision britannique ne sera plus jamais la même ».

### Retour au Canada

#### Chef de l'ONF
Son premier poste, lors de son retour au Canada, est une fonction de conseiller auprès du Conseil de la radiodiffusion et des télécommunications canadiennes (CRTC) à Ottawa, où il combat les diffuseurs privés canadiens, notamment CTV, à propos des nouvelles règles sur le « contenu canadien ». Cela dure seulement quelques mois, jusqu'à ce qu'en août 1970 il devienne le nouveau commissionnaire du gouvernement sur le film, le chef de l'Office national du film du Canada (ONF), ainsi de retour dans une institution où il avait déjà travaillé dans les années 1940. Dans ce rôle, il vit des problèmes considérables au Québec, du fait qu'il ne parle pas français, à une époque où la section francophone de l'ONF attire de jeunes réalisateurs indépendantistes québécois,. Certains membres du personnel jugent aussi qu'il était resté trop longtemps hors de l'ONF, alors que le réalisateur Denys Arcand trouve que Newman ne comprend pas le Québec.
Newman a l'occasion d'éprouver les relations de l'ONF avec le diffuseur CBC en éliminant les messages publicitaires en heure de pointe dans quelques productions. Il est néanmoins accusé par certains réalisateurs d'autoriser la CBC à passer des films de l'ONF avec des interruptions commerciales. Il  convertit aussi entièrement l'ONF à l'image en couleurs. Cependant, Martin Newman, du quotidien canadien Toronto Star juge que Newman se trouve « en proie à des conflits politiques et à un chaos administratif. » Il est responsable de la censure et du bannissement de plusieurs productions, dont On est au coton d'Arcand, et 24 heures ou plus de Gilles Groulx. Ces films traitent, respectivement, des conditions de vie des ouvriers d'usines textiles et la critique de la société de consommation. Ces décisions valent à Newman d'être considéré comme opposé à la classe ouvrière et pour le capitalisme.
Newman entretient des relations mitigées avec les films francophones. Il défendit Un pays sans bon sens ! de Pierre Perrault en 1971, face à un comité du Parlement. Mais, la même année, il rejette la parution de l'œuvre de Michel Brault à propos de la crise d'Octobre : Les Ordres et ce bien que le film eut déjà été approuvé par le comité francophone du conseil d'administration. Le film doit attendre que Brault le produise lui-même en 1974 pour être diffusé.
Newman lui-même est considéré comme une éventuelle cible terroriste durant la crise d'Octobre, et des gardes armés protègent la direction de l'ONF. Newman est préoccupé par l'idée de diffuser des films en lien avec le mouvement souverainiste du Québec, tels que 24 heures ou plus de Groulx, à une période si tendue ; il s’inquiète de l'accueil que leur réserverait le public canadien. André Lamy, l'adjoint de Newman, lui rend service dans certaines situations : faisant oublier que Newman ne parle pas français, il détourne l'attention vers la nature polémique des productions francophones ; cependant, c'est Lamy lui-même qui permet plus tard la diffusion de ces mêmes films, après qu'il succède à Newman. En effet, quand le contrat de Newman avec l'ONF touche à sa fin en 1975, il n'est pas renouvelé.
Selon l'historien du cinéma Gerald Pratley, l'ONF n'est plus alors qu'« une institution presque oubliée » en raison de « la stupeur qui l'avait submergée ». L'écrivain Richard Collins eut le sentiment que « les expériences qui ont permis [à Newman] de voir la nature du problème de l'ONF et le besoin, dans les goûts des Canadiens, d'un changement de style et d'une réorientation, l'ont mis sur la touche au Canada ». Pour sa part, Newman trouve que les francophones de l'ONF n'ont pas fait assez d'effort pour communiquer avec les Canadiens anglophones ou pour faire des films relevant des « hommes ordinaires, qui n'ont de comptes à régler avec personne en particulier ».
Newman devient conseiller spécial sur le film au secrétaire d'État et de 1978 à 1984 consultant créatif en chef pour la Canadian Film Development Corporation.

#### Dernières années
Newman reçut l'Ordre du Canada en 1981, la plus haute distinction du pays pour les civils. La même année, il dut faire face au décès de sa femme Elizabeth McRae, à laquelle il était marié depuis 1944. Il retourna alors en Grande-Bretagne, principalement par espoir de produire une série de drames à propos du Bloomsbury Group pour le nouveau réseau Channel 4, ce qui ne lui fut finalement pas accordé.
En 1986, Michael Grade, qui était alors contrôleur de BBC One, mécontent de l'état actuel de Doctor Who, écrivit à Newman pour lui demander s'il y avait une quelconque idée pour réorganiser la série, qui à l'époque peinait dans l'audimat. Newman répondit à Grade le 6 octobre par un ensemble de suggestions détaillées ; et il proposait de prendre lui-même le contrôle de la série, comme producteur exécutif. Grade suggéra que Newman rencontre à déjeuner l'actuel chef du drame, Jonathan Leslie Powell, pour discuter les idées canadiennes. Mais Newman et Powell s'entendirent mal et rien ne sortit de leur rencontre. De même, alors qu'il souhaitait voir son nom dans les crédits de l'œuvre en tant que créateur, cela lui fut refusé par Ken Riddington, qui était Acting Head of Series & Serials, et à qui la requête avait été transférée.
Newman retourna au Canada dans les années 1990, où il mourut d'une crise cardiaque à Toronto le 30 octobre 1997. Il laissa derrière lui ses trois filles et sa nouvelle conjointe Marion McDougall.

## Filmographie

### Producteur

#### Films
- 1943 : Vautours au-dessus du Canada (en) (Banshees Over Canada )
- 1944 : Trans-Canada Express
- 1944 : Fighting Sea-Fleas
- 1946 : Descentes et virages (Ski Skill)
- 1947 : Cadence (Canada Dances)
- 1947 : Métropole
- 1947 : Johnny at the Fair
- 1948 : Pay-off in Pain
- 1948 : Science in Bloom
- 1948 : Chante jeunesse (It's Fun to Sing)
- 1949 : Chorale (Choral Concert)
- 1949 : Passeport pour le Canada (Passport to Canada )
- 1951 : Plan de la capitale (A Capital Plan)
- 1951 : Éventail de talents (Talent Showcase)
- 1951 : Music Master
- 1951 : Royal Canadian Army Cadet
- 1951 : Sing with the Commodores No. 1
- 1951 : Sing with the Commodores No. 2
- 1951 : Sing with the Commodores No. 3
- 1951 : Cadet Holiday
- 1951 : Après le bagne (After Prison What?)
- 1951 : Screaming Jets
- 1951 : L'homme dans la tour (The Man in the Peace Tower)
- 1951 : Chansons créoles
- 1952 : Wits End
- 1953 : Yoho, vallée des merveilles (Yoho : Wonder Valley)

#### Séries Télévisées
- 1954 : On Camera
- 1955 : First Performance
- 1956 : General Motors Presents
- 1957 : Wait for Me
- 1958-1963 : Armchair Theatre
- 1960 : Counter-Attack!
- 1960 : Target Luna
- 1960 : Inside Story
- 1960 : Pathfinders in Space
- 1960-1961 : Pathfinders in Mars
- 1961 : Pathfinders to Venus
- 1961 : I'll Have You to Remember
- 1962 : The Full Chatter
- 1962 : Out of This World
- 1963 : Workshop Limits
- 1963 : Hold My Hand, Soldier
- 1964 : Land of My Dreams
- 1965 : Tea Party
- 1965 : The Big Eat
- 1983 : Utilities

### Scénariste

#### Films
- 1944 : Fighting Sea-Fleas
- 1946 : Descentes et virages (Ski Skill)
- 1966 : Les Daleks envahissent la Terre (Daleks' Invasion Earth: 2150 A.D.)

#### Séries Télévisées
- 1960 : Police Surgeon
- 1961 : Chapeau melon et bottes de cuir (The Avengers)
- 1964 : The Wednesday Play
- 1968-1988 : Doctor Who
- 1976 : Chapeau melon et bottes de cuir (The Avengers)
- 1991 : Doctor Who: The Troughton Years
- 1991 : Doctor Who: The Tom Baker Years
- 1993 : Doctor Who: Thirty Years in the Tardis
- 1996 : I Was a Doctor Who Monster
- 1998 : Doctor Who: The Missing Years
- 1998 : Lust in Space
- 1999 : Doctor Who: The Crusade

### Réalisateur
- 1943 : Fighting Norway
- 1944 : La guerre des airs (Train Busters)
- 1944 : Fighting Sea-Fleas
- 1951 : Éventail de talents (Talent Showcase )

#### Livres
- (en) David J. Howe, Stephen James Walker et Mark Stammers, The Handbook : The First Doctor – The William Hartnell Years, 1963–1966, Virgin Books, 1994 (ISBN 0-426-20430-1)
- (en) Dalys Newman, Sydney, Woollahra Sales and Imports, mai 2003, 32 p. (ISBN 978-1-876553-86-9)
- (en) Caroline Zéau, L'Office national du film et le cinéma canadien : 1939-2003, Bruxelles, Peter Lang, 22 novembre 2006, 463 p. (ISBN 978-90-5201-338-1, lire en ligne)
- (en) A. William et Roger Manvell, Television the Creative Experience a Survey of Anglo-American Progress, Hastings House, 1967
- (en) John Russell Taylor, Anger and after : a guide to the new British drama, New York, Hill & Wang, 1969, 391 p. (ISBN 978-0-8090-2663-0)
- (en) Leonard White, Honor Blackman et Allan Prior, Armchair Theatre : The Lost Years, Kelly Publications, 11 août 2003, 294 p. (ISBN 978-1-903053-18-8, lire en ligne)
- (en) Mary Jane Miller, Rewind and Search : Conversations With the Makers and Decision-Makers of Cbc Television Drama, McGill-Queen's University Press, 1er juin 1996, 562 p. (ISBN 978-0-7735-1365-5)
- Yves Lever, Anastasie : La censure du Cinéma au Québec, Septentrion, 20 juin 2008, 324 p. (ISBN 978-2-89448-508-8)
- (en) M.J. Miller, Turn Up the Contrast : Cbc Television Drama Since 1952, University of British Columbia Press, janvier 1988, 370 p. (ISBN 978-0-7748-0278-9, lire en ligne)

#### Périodiques
- (en) Leila Sorell, « Hollywood: Sydney Newman, the Czar of Canada's Film Industry? », Cinema Canada,‎ mai-juin 1975

- (en) « Sydney Newman: Government Film Commissioner. », Cinema Canada,‎ août-septembre 1974

- (en) Christopher Dunkley, « A hard act to follow », Financial Times,‎ 5 novembre 1997